# Leopard, Seebär & Co./Episodenliste
Dies ist eine Episodenliste der deutschen Fernsehserie Leopard, Seebär & Co. Zwischen 2007 und 2018 entstanden in fünf Staffeln insgesamt 200 Episoden mit einer Länge von jeweils etwa 50 Minuten.

## Übersicht
| Staffel | Erstausstrahlung vom | bis zum            | Folgen |
| ------- | -------------------- | ------------------ | ------ |
| 1.      | 25. Juli 2007        | 25. September 2007 | 40     |
| 2.      | 29. Oktober 2009     | 30. Dezember 2009  | 40     |
| 3.      | 29. Februar 2012     | 2. Mai 2012        | 40     |
| 4.      | 4. April 2013        | 3. Juni 2013       | 40     |
| 5.      | 4. November 2017     | 16. Juni 2018      | 40     |

## Staffel 1
Die Erstausstrahlung der ersten Staffel war vom 25. Juli bis zum 25. September 2007 auf dem Sender Das Erste zu sehen.
| Nr. (ges.) | Nr. (St.) | Titel                                    | Erstausstrahlung | Autoren |
| ---------- | --------- | ---------------------------------------- | ---------------- | --- |
| 1          | 1         | Wellness-Tag im Tapirgehege              | 25. Jul. 2007    | Jeannine Apsel, Kristina Duveneck, Lothar Frenz, Sabine Howe, Frauke Ludwig, Heike Nikolaus, Claudia Wallbrecht |
| 2          | 2         | Taufe der Löwenbabys                     | 26. Jul. 2007    | Jeannine Apsel, Kristina Duveneck, Lothar Frenz, Sabine Howe, Frauke Ludwig, Heike Nikolaus, Claudia Wallbrecht |
| 3          | 3         | Klein Pingu kommt in die Schule          | 27. Jul. 2007    | Jeannine Apsel, Kristina Duveneck, Lothar Frenz, Sabine Howe, Frauke Ludwig, Heike Nikolaus, Claudia Wallbrecht |
| 4          | 4         | Pipi-Probe im Elefantenhaus              | 30. Jul. 2007    | Jeannine Apsel, Kristina Duveneck, Lothar Frenz, Sabine Howe, Frauke Ludwig, Heike Nikolaus, Claudia Wallbrecht |
| 5          | 5         | Straußenattacke im Afrika-Revier         | 31. Jul. 2007    | Jeannine Apsel, Kristina Duveneck, Lothar Frenz, Sabine Howe, Frauke Ludwig, Heike Nikolaus, Claudia Wallbrecht |
| 6          | 6         | Umzug bei den Tahrziegen                 | 1. Aug. 2007     | Jeannine Apsel, Kristina Duveneck, Lothar Frenz, Sabine Howe, Frauke Ludwig, Heike Nikolaus, Claudia Wallbrecht |
| 7          | 7         | Großreinemachen bei Hagenbeck            | 2. Aug. 2007     | Jeannine Apsel, Kristina Duveneck, Lothar Frenz, Sabine Howe, Frauke Ludwig, Heike Nikolaus, Claudia Wallbrecht |
| 8          | 8         | Klein Pingus letzter Schultag            | 3. Aug. 2007     | Jeannine Apsel, Kristina Duveneck, Lothar Frenz, Sabine Howe, Frauke Ludwig, Heike Nikolaus, Claudia Wallbrecht |
| 9          | 9         | Gewichtskontrolle bei den Kamelen        | 6. Aug. 2007     | Jeannine Apsel, Kristina Duveneck, Lothar Frenz, Sabine Howe, Frauke Ludwig, Heike Nikolaus, Claudia Wallbrecht |
| 10         | 10        | Alpaka-Ausflug mit Hindernissen          | 7. Aug. 2007     | Jeannine Apsel, Kristina Duveneck, Lothar Frenz, Sabine Howe, Frauke Ludwig, Heike Nikolaus, Claudia Wallbrecht |
| 11         | 11        | Gedächtnistraining für Bär Buffy         | 8. Aug. 2007     | Jeannine Apsel, Kristina Duveneck, Lothar Frenz, Sabine Howe, Frauke Ludwig, Heike Nikolaus, Claudia Wallbrecht |
| 12         | 12        | Eifersüchtige Alpaka-Hengste             | 9. Aug. 2007     | Jeannine Apsel, Lothar Frenz, Sabine Howe, Frauke Ludwig, Heike Nikolaus, Claudia Wallbrecht                    |
| 13         | 13        | Kamel Natascha bei der Sattelprobe       | 10. Aug. 2007    | Jeannine Apsel, Kristina Duveneck, Lothar Frenz, Sabine Howe, Frauke Ludwig, Heike Nikolaus, Claudia Wallbrecht |
| 14         | 14        | Umzugstag bei Hagenbeck                  | 20. Aug. 2007    | Jeannine Apsel, Lothar Frenz, Sabine Howe, Frauke Ludwig, Heike Nikolaus, Claudia Wallbrecht                    |
| 15         | 15        | Neues Spielzeug für die Orang-Utans      | 21. Aug. 2007    | Jeannine Apsel, Kristina Duveneck, Lothar Frenz, Sabine Howe, Frauke Ludwig, Heike Nikolaus, Claudia Wallbrecht |
| 16         | 16        | Eisbombe für die Eisbären                | 22. Aug. 2007    | Jeannine Apsel, Lothar Frenz, Sabine Howe, Frauke Ludwig, Heike Nikolaus, Claudia Wallbrecht                    |
| 17         | 17        | Aromatherapie bei den Tigern             | 23. Aug. 2007    | Jeannine Apsel, Lothar Frenz, Sabine Howe, Frauke Ludwig, Heike Nikolaus, Claudia Wallbrecht                    |
| 18         | 18        | Nasenbär-Umzug mit Hindernissen          | 24. Aug. 2007    | Jeannine Apsel, Lothar Frenz, Sabine Howe, Frauke Ludwig, Heike Nikolaus, Claudia Wallbrecht                    |
| 19         | 19        | Elefantengeburt bei Hagenbeck            | 27. Aug. 2007    | Jeannine Apsel, Lothar Frenz, Sabine Howe, Frauke Ludwig, Heike Nikolaus, Claudia Wallbrecht                    |
| 20         | 20        | Babyfants erste Schritte                 | 28. Aug. 2007    | Jeannine Apsel, Lothar Frenz, Sabine Howe, Frauke Ludwig, Heike Nikolaus, Claudia Wallbrecht                    |
| 21         | 21        | Schnupper-Spiele für den Tiger           | 29. Aug. 2007    | Jeannine Apsel, Lothar Frenz, Sabine Howe, Frauke Ludwig, Heike Nikolaus, Claudia Wallbrecht                    |
| 22         | 22        | Nachwuchs bei den Bisons                 | 30. Aug. 2007    | Jeannine Apsel, Lothar Frenz, Sabine Howe, Frauke Ludwig, Heike Nikolaus, Claudia Wallbrecht                    |
| 23         | 23        | Nasenbären im Dienste der Wissenschaft   | 31. Aug. 2007    | Jeannine Apsel, Lothar Frenz, Sabine Howe, Frauke Ludwig, Heike Nikolaus, Michael Richter, Claudia Wallbrecht   |
| 24         | 24        | Krokodile aus der Kiste                  | 3. Sep. 2007     | Jeannine Apsel, Lothar Frenz, Sabine Howe, Frauke Ludwig, Heike Nikolaus, Claudia Wallbrecht                    |
| 25         | 25        | Pubertäts-Probleme bei den Eisbären      | 4. Sep. 2007     | Jeannine Apsel, Lothar Frenz, Sabine Howe, Frauke Ludwig, Heike Nikolaus, Claudia Wallbrecht                    |
| 26         | 26        | Nachwuchs bei den Kropfgazellen          | 5. Sep. 2007     | Jeannine Apsel, Lothar Frenz, Sabine Howe, Frauke Ludwig, Heike Nikolaus, Claudia Wallbrecht                    |
| 27         | 27        | Elefantenbaby Shila lernt plantschen     | 6. Sep. 2007     | Jeannine Apsel, Lothar Frenz, Sabine Howe, Frauke Ludwig, Heike Nikolaus, Claudia Wallbrecht                    |
| 28         | 28        | Kropfgazellen Baby Mashur wird adoptiert | 7. Sep. 2007     | Jeannine Apsel, Lothar Frenz, Sabine Howe, Frauke Ludwig, Heike Nikolaus, Michael Richter, Claudia Wallbrecht   |
| 29         | 29        | Seebär Poldi soll selbstständig werden   | 10. Sep. 2007    | Jeannine Apsel, Lothar Frenz, Sabine Howe, Frauke Ludwig, Heike Nikolaus, Claudia Wallbrecht                    |
| 30         | 30        | Musiktherapie für die Löwen              | 11. Sep. 2007    | Jeannine Apsel, Sabine Howe, Frauke Ludwig, Heike Nikolaus, Michael Richter, Claudia Wallbrecht                 |
| 31         | 31        | Torte für die Elefantenkinder            | 12. Sep. 2007    | Jeannine Apsel, Sabine Howe, Frauke Ludwig, Heike Nikolaus, Michael Richter, Claudia Wallbrecht                 |
| 32         | 32        | Nachwuchs bei den Riesenottern           | 13. Sep. 2007    | Jeannine Apsel, Sabine Howe, Frauke Ludwig, Heike Nikolaus, Michael Richter, Claudia Wallbrecht                 |
| 33         | 33        | Balltraining mit Elefanten               | 14. Sep. 2007    | Jeannine Apsel, Sabine Howe, Frauke Ludwig, Heike Nikolaus, Michael Richter, Claudia Wallbrecht                 |
| 34         | 34        | Alarm im Orang-Utan Haus                 | 17. Sep. 2007    | Jeannine Apsel, Sabine Howe, Frauke Ludwig, Heike Nikolaus, Michael Richter, Claudia Wallbrecht                 |
| 35         | 35        | Kropfgazelle Mashur mit Hinkefuß         | 18. Sep. 2007    | Jeannine Apsel, Sabine Howe, Frauke Ludwig, Heike Nikolaus, Michael Richter, Claudia Wallbrecht                 |
| 36         | 36        | Shila lernt Ball spielen                 | 19. Sep. 2007    | Jeannine Apsel, Sabine Howe, Frauke Ludwig, Heike Nikolaus, Michael Richter, Claudia Wallbrecht                 |
| 37         | 37        | Nachwuchs bei den Seebären               | 20. Sep. 2007    | Jeannine Apsel, Sabine Howe, Frauke Ludwig, Heike Nikolaus, Michael Richter, Claudia Wallbrecht                 |
| 38         | 38        | Abschiedsschmerz im Orang-Haus           | 21. Sep. 2007    | Jeannine Apsel, Sabine Howe, Frauke Ludwig, Heike Nikolaus, Michael Richter, Claudia Wallbrecht                 |
| 39         | 39        | Masse-Impfung bei den Mandrills          | 24. Sep. 2007    | Jeannine Apsel, Sabine Howe, Frauke Ludwig, Heike Nikolaus, Michael Richter, Claudia Wallbrecht                 |
| 40         | 40        | Kamelreiten mit Hindernissen             | 25. Sep. 2007    | Jeannine Apsel, Sabine Howe, Frauke Ludwig, Heike Nikolaus, Michael Richter, Claudia Wallbrecht                 |

Stab Staffel 1

Produktion: Studio Hamburg Produktion GmbH, NDR Naturfilm; Producer: Britta Kiesewetter (NDR Naturfilm), Nadja Frenz, Sigrun Matthiesen; Produktionsleitung: Daniel Buresch (NDR), Thomas Harnisch (NDR Naturfilm); Redaktion NDR: Holger Hermesmeyer; Leitung: Angelika Paetow (NDR), Jörn Röver (NDR Naturfilm); Aufnahmeleitung: Willy Polaszek; Sprecher: Josef Tratnik

Kamera: Beatrice Mayer, Kay Andersson, Marion Reischmann, Svea Andersson, Andreas Stonawski, Rainer Schmidt, Günter Wallbrecht u. a.

Ton: Alexander Egert, Timo Selengia, Jens Thöl, Jasper Engel, Franziska Ott, Hanna Mayser, Max Kielhauser, Roland Piehl, Uwe Winter u. a.; Tonmischung: Heiner Jäkel

Schnitt: Ulrich Skalicky, Jana Siegfriedsen, Manuela Trauter, Daniel Probst, Maria Hemmleb, Mario Schöppler, Claudia Gätgens u. a.

Musik: Felix Halbe, Lars Jebsen

## Staffel 2
Die Erstausstrahlung der zweiten Staffel war vom 29. Oktober bis zum 30. Dezember 2009 auf dem Sender Das Erste zu sehen.
| Nr. (ges.) | Nr. (St.) | Titel                                   | Erstausstrahlung | Autoren                                                                                 |
| ---------- | --------- | --------------------------------------- | ---------------- | --------------------------------------------------------------------------------------- |
| 41         | 1         | Die Löwen ziehen um                     | 29. Okt. 2009    | Svenja Halberstadt, Frauke Ludwig, Claudia Wallbrecht                                   |
| 42         | 2         | Nachwuchs im Elefantenhaus              | 30. Okt. 2009    | Svenja Halberstadt, Frauke Ludwig, Claudia Wallbrecht                                   |
| 43         | 3         | Neuzugang bei den Nasenbären            | 2. Nov. 2009     | Svenja Halberstadt, Frauke Ludwig, Claudia Wallbrecht                                   |
| 44         | 4         | Zahnpflege bei den Alpakas              | 4. Nov. 2009     | Svenja Halberstadt, Frauke Ludwig, Claudia Wallbrecht                                   |
| 45         | 5         | Der Umzug der Pinguine                  | 5. Nov. 2009     | Svenja Halberstadt, Frauke Ludwig, Claudia Wallbrecht                                   |
| 46         | 6         | Pinguin trifft Känguru                  | 6. Nov. 2009     | Svenja Halberstadt, Frauke Ludwig, Michael Richter, Claudia Wallbrecht                  |
| 47         | 7         | Taufe auf Leoparden-Art                 | 9. Nov. 2009     | Svenja Halberstadt, Frauke Ludwig, Michael Richter, Claudia Wallbrecht                  |
| 48         | 8         | Eine Geburtstagstorte für Bella         | 10. Nov. 2009    | Svenja Halberstadt, Frauke Ludwig, Michael Richter, Claudia Wallbrecht                  |
| 49         | 9         | Not-OP bei Tiger Sasha                  | 11. Nov. 2009    | Svenja Halberstadt, Frauke Ludwig, Michael Richter, Claudia Wallbrecht                  |
| 50         | 10        | Frühlingsgefühle bei den Schildkröten   | 12. Nov. 2009    | Svenja Halberstadt, Frauke Ludwig, Michael Richter, Claudia Wallbrecht                  |
| 51         | 11        | Alarm: Känguru im Bärengehege           | 13. Nov. 2009    | Svenja Halberstadt, Ninette Kraunus, Michael Richter, Claudia Wallbrecht                |
| 52         | 12        | Kamel Light & Kamel Beauty              | 16. Nov. 2009    | Svenja Halberstadt, Ninette Kraunus, Arne Schröder, Claudia Wallbrecht                  |
| 53         | 13        | Ein neuer Mann für Schwänin Wilma       | 17. Nov. 2009    | Svenja Halberstadt, Ninette Kraunus, Arne Schröder, Claudia Wallbrecht                  |
| 54         | 14        | Geburtstagstorte für Kandy              | 18. Nov. 2009    | Svenja Halberstadt, Ninette Kraunus, Arne Schröder, Claudia Wallbrecht                  |
| 55         | 15        | Ferkelalarm in Hagenbeck                | 19. Nov. 2009    | Svenja Halberstadt, Ninette Kraunus, Arne Schröder, Claudia Wallbrecht                  |
| 56         | 16        | Ein Zebra zieht aus                     | 20. Nov. 2009    | Svenja Halberstadt, Ninette Kraunus, Arne Schröder, Claudia Wallbrecht                  |
| 57         | 17        | Babyalarm bei Hagenbeck                 | 23. Nov. 2009    | Jeannine Apsel, Svenja Halberstadt, Ninette Kraunus, Arne Schröder, Claudia Wallbrecht  |
| 58         | 18        | Affenhitze im Affenhaus                 | 24. Nov. 2009    | Jeannine Apsel, Svenja Halberstadt, Ninette Kraunus, Arne Schröder, Claudia Wallbrecht  |
| 59         | 19        | Geburtstagstorte für die Löwen          | 25. Nov. 2009    | Jeannine Apsel, Svenja Halberstadt, Ninette Kraunus, Arne Schröder, Claudia Wallbrecht  |
| 60         | 20        | Ein Leopard verabschiedet sich          | 26. Nov. 2009    | Jeannine Apsel, Svenja Halberstadt, Ninette Kraunus, Arne Schröder, Claudia Wallbrecht  |
| 61         | 21        | U-Bahn-Zugang für die Bären             | 27. Nov. 2009    | Jeannine Apsel, Svenja Halberstadt, Ninette Kraunus, Arne Schröder, Claudia Wallbrecht  |
| 62         | 22        | Das Dickhäuterdutzend ist voll          | 30. Nov. 2009    | Svenja Halberstadt, Ninette Kraunus, Michael Richter, Arne Schröder, Claudia Wallbrecht |
| 63         | 23        | Fruchtcocktail für die Tiger            | 1. Dez. 2009     | Svenja Halberstadt, Ninette Kraunus, Michael Richter, Arne Schröder, Claudia Wallbrecht |
| 64         | 24        | Ein Onager im OP                        | 2. Dez. 2009     | Svenja Halberstadt, Ninette Kraunus, Michael Richter, Arne Schröder, Claudia Wallbrecht |
| 65         | 25        | Schildkröten auf Abwegen                | 3. Dez. 2009     | Svenja Halberstadt, Ninette Kraunus, Michael Richter, Arne Schröder, Claudia Wallbrecht |
| 66         | 26        | Spieglein, Spieglein an der Wand        | 4. Dez. 2009     | Svenja Halberstadt, Ninette Kraunus, Michael Richter, Arne Schröder, Claudia Wallbrecht |
| 67         | 27        | Neues Geschirr für Kamele               | 7. Dez. 2009     | Svenja Halberstadt, Ninette Kraunus, Michael Richter, Arne Schröder, Claudia Wallbrecht |
| 68         | 28        | Fliegender Wechsel im Schweinestall     | 8. Dez. 2009     | Svenja Halberstadt, Ninette Kraunus, Jutta Meinecke, Riccarda Voss                      |
| 69         | 29        | Eine Krippe für kleine Klapperschlangen | 9. Dez. 2009     | Svenja Halberstadt, Ninette Kraunus, Jutta Meinecke, Riccarda Voss                      |
| 70         | 30        | Ein Wapitikitz wird geboren             | 10. Dez. 2009    | Svenja Halberstadt, Ninette Kraunus, Jutta Meinecke, Riccarda Voss                      |
| 71         | 31        | Planschen mit Prinzessin Rani           | 11. Dez. 2009    | Svenja Halberstadt, Ninette Kraunus, Jutta Meinecke, Riccarda Voss                      |
| 72         | 32        | Parfümprobe im Löwengehege              | 14. Dez. 2009    | Svenja Halberstadt, Michael Richter, Arne Schröder, Riccarda Voss                       |
| 73         | 33        | Ein Tierpfleger am Drahtseil            | 15. Dez. 2009    | Svenja Halberstadt, Michael Richter, Arne Schröder, Riccarda Voss                       |
| 74         | 34        | Volkszählung bei den Zwergmangusten     | 16. Dez. 2009    | Svenja Halberstadt, Michael Richter, Arne Schröder, Riccarda Voss                       |
| 75         | 35        | Ein Tapir wird verwanzt                 | 17. Dez. 2009    | Svenja Halberstadt, Michael Richter, Arne Schröder, Riccarda Voss                       |
| 76         | 36        | Krokodilbabys bei Hagenbeck             | 18. Dez. 2009    | Svenja Halberstadt, Jutta Meinecke, Riccarda Voss                                       |
| 77         | 37        | Verhandlung im Orang-Utan-Haus          | 21. Dez. 2009    | Svenja Halberstadt, Jutta Meinecke, Riccarda Voss                                       |
| 78         | 38        | Shahrukh drückt die Schulbank           | 22. Dez. 2009    | Svenja Halberstadt, Jutta Meinecke, Riccarda Voss                                       |
| 79         | 39        | Neuer Panda für Katzenbärin Zanda       | 23. Dez. 2009    | Svenja Halberstadt, Jutta Meinecke, Riccarda Voss                                       |
| 80         | 40        | Wapiti Joshi wird wild                  | 30. Dez. 2009    | Svenja Halberstadt, Jutta Meinecke, Riccarda Voss                                       |

Stab Staffel 2

Produktion: Studio Hamburg Produktion GmbH; Producer: Nadja Frenz; Produktionsleitung: Daniel Buresch (NDR), Andreas Vennewald (Studio Hamburg Produktion GmbH); Redaktion NDR: Holger Hermesmeyer, Alexandra Storfner; Leitung: Angelika Paetow (NDR); Aufnahmeleitung: Volker Sauerwein; Sprecher: Peter Kaempfe

Kamera: Beatrice Mayer, Connie Goos, Marion Reischmann, Svea Andersson, Günter Wallbrecht u. a.

Ton: Alexander Egert, Timo Selengia, Jens Thöl, Jasper Engel, Julian Ringer, Franziska Ott, Lars Hörberg, Marissa Albers, Imme Schütz u. a.; Tonmischung: Heiner Jäkel

Schnitt: Ulrich Skalicky, Daniela Fuhrmann, Jana Siegfriedsen, Christoph Senn, Manuela Trauter, Daniel Probst, Silke Olthoff, Tanja Luther u. a.

Musik: Felix Halbe, Lars Jebsen, Axel Riemann

## Staffel 3
Die Erstausstrahlung der dritten Staffel war vom 29. Februar bis zum 2. Mai 2012 auf dem Sender Das Erste zu sehen.
| Nr. (ges.) | Nr. (St.) | Titel                                       | Erstausstrahlung | Autoren                                                                                           |
| ---------- | --------- | ------------------------------------------- | ---------------- | ------------------------------------------------------------------------------------------------- |
| 81         | 1         | Trubel im Alpakagehege                      | 29. Feb. 2012    | Frauke Ludwig, Riccarda Voss, Claudia Wallbrecht                                                  |
| 82         | 2         | Bye Bye, Thai!                              | 1. Mär. 2012     | Frauke Ludwig, Riccarda Voss, Claudia Wallbrecht                                                  |
| 83         | 3         | Tragische Geburt im Bisonrevier             | 2. Mär. 2012     | Frauke Ludwig, Riccarda Voss, Claudia Wallbrecht                                                  |
| 84         | 4         | Kamel ohne Karies                           | 5. Mär. 2012     | Frauke Ludwig, Riccarda Voss, Claudia Wallbrecht                                                  |
| 85         | 5         | Spielparadies für die Orang-Utans           | 8. Mär. 2012     | Frauke Ludwig, Riccarda Voss, Claudia Wallbrecht                                                  |
| 86         | 6         | Ritt auf dem Kamel                          | 12. Mär. 2012    | Frauke Ludwig, Riccarda Voss, Claudia Wallbrecht                                                  |
| 87         | 7         | Ein Pflegekind für Volker Friedrich         | 13. Mär. 2012    | Frauke Ludwig, Riccarda Voss, Claudia Wallbrecht                                                  |
| 88         | 8         | Liebes-Aus für Harry und Sally              | 14. Mär. 2012    | Frauke Ludwig, Riccarda Voss, Claudia Wallbrecht                                                  |
| 89         | 9         | Die Buddelfreuden der Bären                 | 15. Mär. 2012    | Frauke Ludwig, Riccarda Voss, Claudia Wallbrecht                                                  |
| 90         | 10        | Was Lüttes bei den Leos                     | 16. Mär. 2012    | Frauke Ludwig, Riccarda Voss, Claudia Wallbrecht                                                  |
| 91         | 11        | Papa Katta ist der Beste                    | 19. Mär. 2012    | Frauke Ludwig, Riccarda Voss, Claudia Wallbrecht                                                  |
| 92         | 12        | Otterbabys beim „Kinderarzt“                | 20. Mär. 2012    | Frauke Ludwig, Riccarda Voss, Claudia Wallbrecht                                                  |
| 93         | 13        | Ein Alpaka als Platzhirsch                  | 21. Mär. 2012    | Frauke Ludwig, Riccarda Voss, Claudia Wallbrecht                                                  |
| 94         | 14        | Giraffentransport mit Hindernissen          | 22. Mär. 2012    | Frauke Ludwig, Riccarda Voss, Claudia Wallbrecht                                                  |
| 95         | 15        | Was macht das Huhn bei den Wasserschweinen? | 23. Mär. 2012    | Frauke Ludwig, Riccarda Voss, Claudia Wallbrecht                                                  |
| 96         | 16        | Fischladung aus Down Under                  | 26. Mär. 2012    | Jeannine Apsel, Frauke Ludwig, Heike Nikolaus, Michael Richter, Riccarda Voss                     |
| 97         | 17        | Majestätenwechsel bei den Mandrills         | 27. Mär. 2012    | Jeannine Apsel, Frauke Ludwig, Heike Nikolaus, Michael Richter, Riccarda Voss                     |
| 98         | 18        | Grundsanierung im Ottergehege               | 28. Mär. 2012    | Jeannine Apsel, Frauke Ludwig, Heike Nikolaus, Michael Richter, Riccarda Voss                     |
| 99         | 19        | Eine Sensation im Bärengehege               | 29. Mär. 2012    | Jeannine Apsel, Frauke Ludwig, Heike Nikolaus, Michael Richter, Riccarda Voss                     |
| 100        | 20        | Katzenwäsche bei den Löwenbabys             | 30. Mär. 2012    | Jeannine Apsel, Frauke Ludwig, Heike Nikolaus, Michael Richter, Riccarda Voss                     |
| 101        | 21        | Herzlich willkommen im Elefantenhaus        | 2. Apr. 2012     | Jeannine Apsel, Frauke Ludwig, Heike Nikolaus, Michael Richter, Riccarda Voss                     |
| 102        | 22        | Die Regenmacher vom Giraffenrevier          | 3. Apr. 2012     | Jeannine Apsel, Frauke Ludwig, Heike Nikolaus, Michael Richter, Riccarda Voss                     |
| 103        | 23        | Löwentaufe im Tierpark Hagenbeck            | 4. Apr. 2012     | Jeannine Apsel, Frauke Ludwig, Riccarda Voss, Claudia Wallbrecht                                  |
| 104        | 24        | Die Nandus sind los                         | 5. Apr. 2012     | Jeannine Apsel, Frauke Ludwig, Riccarda Voss, Claudia Wallbrecht                                  |
| 105        | 25        | Eine Schafsattrappe namens Gertrud          | 10. Apr. 2012    | Jeannine Apsel, Frauke Ludwig, Riccarda Voss, Claudia Wallbrecht                                  |
| 106        | 26        | Ein Onager-Umzug mit Schwierigkeiten        | 11. Apr. 2012    | Jeannine Apsel, Frauke Ludwig, Riccarda Voss, Claudia Wallbrecht                                  |
| 107        | 27        | Kängurus im neuen Hagen-out-beck            | 12. Apr. 2012    | Jeannine Apsel, Frauke Ludwig, Riccarda Voss, Claudia Wallbrecht                                  |
| 108        | 28        | Frischluftabenteuer für Löwenbabys          | 13. Apr. 2012    | Jeannine Apsel, Frauke Ludwig, Riccarda Voss, Claudia Wallbrecht                                  |
| 109        | 29        | Eine Jungs-WG für Kamel Kalif               | 16. Apr. 2012    | Jeannine Apsel, Frauke Ludwig, Riccarda Voss, Claudia Wallbrecht                                  |
| 110        | 30        | Nabelbruch beim Bisonbaby                   | 17. Apr. 2012    | Jeannine Apsel, Svenja Halberstadt, Frauke Ludwig, Heike Nikolaus, Michael Richter, Riccarda Voss |
| 111        | 31        | Kamtschatka-Bärin Mascha will ausbüxen!     | 18. Apr. 2012    | Jeannine Apsel, Svenja Halberstadt, Frauke Ludwig, Heike Nikolaus, Michael Richter, Riccarda Voss |
| 112        | 32        | Volker Friedrich und sein lieber Schwan     | 19. Apr. 2012    | Jeannine Apsel, Svenja Halberstadt, Frauke Ludwig, Heike Nikolaus, Michael Richter, Riccarda Voss |
| 113        | 33        | Picasso im Elefantenhaus                    | 20. Apr. 2012    | Jeannine Apsel, Svenja Halberstadt, Frauke Ludwig, Heike Nikolaus, Michael Richter, Riccarda Voss |
| 114        | 34        | Tigerin Taiga auf dem Präsentierteller      | 23. Apr. 2012    | Jeannine Apsel, Svenja Halberstadt, Frauke Ludwig, Heike Nikolaus, Michael Richter, Riccarda Voss |
| 115        | 35        | Eiertanz mit einer Giftnudel                | 24. Apr. 2012    | Jeannine Apsel, Svenja Halberstadt, Frauke Ludwig, Heike Nikolaus, Michael Richter, Riccarda Voss |
| 116        | 36        | Die Ankunft der Actionzwerge                | 25. Apr. 2012    | Jeannine Apsel, Svenja Halberstadt, Frauke Ludwig, Heike Nikolaus, Michael Richter, Riccarda Voss |
| 117        | 37        | Weight Watchers in Kattahausen              | 26. Apr. 2012    | Jeannine Apsel, Svenja Halberstadt, Michael Richter, Claudia Wallbrecht                           |
| 118        | 38        | Spielzeug für die Nilkrokodile              | 27. Apr. 2012    | Jeannine Apsel, Svenja Halberstadt, Michael Richter, Claudia Wallbrecht                           |
| 119        | 39        | Honigtag im Tierpark Hagenbeck              | 30. Apr. 2012    | Jeannine Apsel, Svenja Halberstadt, Michael Richter, Claudia Wallbrecht                           |
| 120        | 40        | Auf Futterrunde mit Volker Friedrich        | 2. Mai 2012      | Jeannine Apsel, Svenja Halberstadt, Michael Richter, Claudia Wallbrecht                           |

Stab Staffel 3

Produktion: Studio Hamburg, DocLights GmbH; Producer: Nadja Frenz; Produktionsleitung: Daniel Buresch (NDR), Andreas Vennewald; Redaktion NDR: Holger Hermesmeyer; Leitung: Angelika Paetow (NDR); Aufnahmeleitung: Willy Polaszek, Max Leist; Sprecher: Peter Kaempfe

Kamera: Beatrice Mayer, Connie Goos, Marion Reischmann, Svea Andersson, Günter Wallbrecht

Ton: Alexander Egert, Timo Selengia, Jens Thöl, Jasper Engel, Julian Ringer, Franziska Ott, Lars Hörberg; Tonmischung: Heiner Jäkel

Schnitt: Ulrich Skalicky, Jana Siegfriedsen, Christoph Senn, Karen Tonne, Silke Olthoff, Mario Schöppler, Petra Tschumpel, Daniela Fuhrmann

Musik: Felix Halbe, Lars Jebsen, Axel Riemann

## Staffel 4
Die Erstausstrahlung der vierten Staffel war vom 4. April bis zum 3. Juni 2013 auf dem Sender Das Erste zu sehen.
| Nr. (ges.) | Nr. (St.) | Titel                                          | Erstausstrahlung | Autoren                            |
| ---------- | --------- | ---------------------------------------------- | ---------------- | ---------------------------------- |
| 121        | 1         | Eisbärin Viktoria soll hoch hinaus             | 4. Apr. 2013     | Jeannine Apsel                     |
| 122        | 2         | Nachwuchs im Elefantenhaus                     | 5. Apr. 2013     | Jeannine Apsel                     |
| 123        | 3         | Blizzards erste Tour                           | 8. Apr. 2013     | Jeannine Apsel, Claudia Wallbrecht |
| 124        | 4         | Fanpost für die Kamtschatkabären               | 9. Apr. 2013     | Claudia Wallbrecht                 |
| 125        | 5         | Seniorengymnastik für Tigerdame Taiga          | 10. Apr. 2013    | Jeannine Apsel                     |
| 126        | 6         | Versteckspiel bei den Elefanten                | 11. Apr. 2013    | Claudia Wallbrecht                 |
| 127        | 7         | Große Liebe bei den Eisbären                   | 12. Apr. 2013    | Kati Grünig                        |
| 128        | 8         | Eierzählung bei Familie Humboldt               | 15. Apr. 2013    | Jeannine Apsel                     |
| 129        | 9         | Tote Hose im Tapir-Gehege                      | 16. Apr. 2013    | Jeannine Apsel                     |
| 130        | 10        | Das große Putzen                               | 17. Apr. 2013    | Jutta Meinecke                     |
| 131        | 11        | Beutelkontrolle                                | 18. Apr. 2013    | Claudia Wallbrecht                 |
| 132        | 12        | Die Elefantenshow zur Dschungelnacht           | 19. Apr. 2013    | Kati Grünig                        |
| 133        | 13        | Walross Neseyka kommt an                       | 22. Apr. 2013    | Kati Grünig                        |
| 134        | 14        | Rendezvous im Eismeer                          | 23. Apr. 2013    | Sabine Engel                       |
| 135        | 15        | Unterwegs mit Hagenbecks Tierarzt              | 24. Apr. 2013    | Sabine Engel                       |
| 136        | 16        | Umzug der Küken                                | 25. Apr. 2013    | Riccarda Voss                      |
| 137        | 17        | Die Bisonherde bekommt einen neuen Chef        | 26. Apr. 2013    | Riccarda Voss                      |
| 138        | 18        | Schatzsuche                                    | 29. Apr. 2013    | Barbara Luzi                       |
| 139        | 19        | Taubensinfonie                                 | 30. Apr. 2013    | Markus Meves                       |
| 140        | 20        | Sommerlicher Wellnesstag                       | 2. Mai 2013      | Markus Meves                       |
| 141        | 21        | Diäterfolg bei den Kattas                      | 3. Mai 2013      | Jutta Meinecke                     |
| 142        | 22        | IQ-Test bei den Papageien                      | 6. Mai 2013      | Jutta Meinecke                     |
| 143        | 23        | Impfung der Raubkatzen                         | 7. Mai 2013      | Jeannine Apsel                     |
| 144        | 24        | Nestkontrolle                                  | 8. Mai 2013      | Jeannine Apsel                     |
| 145        | 25        | Milchklau bei den Kamelen                      | 10. Mai 2013     | Kati Grünig                        |
| 146        | 26        | Perlhühner müssen umziehen                     | 13. Mai 2013     | Kati Grünig                        |
| 147        | 27        | Fütterung der Giftschlangen                    | 14. Mai 2013     | Barbara Luzi                       |
| 148        | 28        | Die Zebrageburt                                | 15. Mai 2013     | Barbara Luzi                       |
| 149        | 29        | Neue Bewohner für die Seevogelvoliere          | 16. Mai 2013     | Riccarda Voss                      |
| 150        | 30        | Nesyka soll lernen, wie ein Walross zu fressen | 17. Mai 2013     | Riccarda Voss                      |
| 151        | 31        | Streit um ein Zebrafohlen                      | 21. Mai 2013     | Jeannine Apsel                     |
| 152        | 32        | Orang-Utang Tuan mimt den Starken              | 22. Mai 2013     | Jeannine Apsel                     |
| 153        | 33        | Otterfamilie trifft auf Orang-Utan             | 23. Mai 2013     | Caterina Woj                       |
| 154        | 34        | Die Tahirziegen wollen hoch hinaus             | 24. Mai 2013     | Caterina Woj                       |
| 155        | 35        | Neuzugang bei den Wasserschweinen              | 27. Mai 2013     | Jutta Meinecke                     |
| 156        | 36        | Ein neues Zuhause für die Mandrills            | 28. Mai 2013     | Jutta Meinecke                     |
| 157        | 37        | Ein Zwergotterbaby wird aufgepäppelt           | 29. Mai 2013     | Barbara Luzi                       |
| 158        | 38        | Schwierige Narkose bei einer Leopardin         | 30. Mai 2013     | Barbara Luzi                       |
| 159        | 39        | Kuscheln mit dem Kamelbabys                    | 31. Mai 2013     | Jeannine Apsel                     |
| 160        | 40        | Fehlgeschlagener Diätversuch                   | 3. Jun. 2013     | Jeannine Apsel                     |

Stab Staffel 4

Produktion: Doclights GmbH; Producer: Meike Materne; Produktionsleitung: Daniel Buresch (NDR), Andreas Vennewald; Redaktion NDR: Susann Bremer; Leitung: Angelika Paetow (NDR); Aufnahmeleitung: Willy Polaszek; Sprecher: Norbert Langer

Kamera: Beatrice Mayer, Connie Goos, Marion Reischmann, Damir Kis, Uwe Ahlborn u. a.

Ton: Alexander Egert, Timo Selengia, Jens Thöl, Franziska Ott, Lars Hörberg u. a.; Tonmischung: Heiner Jäkel

Schnitt: Mario Schöppler, Petra Tschumpel, Daniela Fuhrmann, Olaf Hahlbohm, Daniel Probst, Jana Siegfriedsen, Manuela Trauter u. a.

Musik: Felix Halbe, Lars Jebsen, Axel Riemann, André Matov

## Staffel 5
Die Erstausstrahlung der fünften Staffel war vom 4. November 2017 bis zum 16. Juni 2018 auf dem Sender Das Erste zu sehen.
| Nr. (ges.) | Nr. (St.) | Titel                                            | Erstausstrahlung | Autoren                                                                           |
| ---------- | --------- | ------------------------------------------------ | ---------------- | --------------------------------------------------------------------------------- |
| 161        | 1         | Schwergewicht mit feiner Stimme                  | 4. Nov. 2017     | Andrea Afflerbach, Jeannine Apsel, Frauke Ludwig, Barbara Luzi, Jutta Meinecke    |
| 162        | 2         | Die mit dem Hai schwimmt                         | 4. Nov. 2017     | Andrea Afflerbach, Jeannine Apsel, Frauke Ludwig, Barbara Luzi, Jutta Meinecke    |
| 163        | 3         | Die Kattas sind los!                             | 11. Nov. 2017    | Jeannine Apsel, Jutta Meinecke                                                    |
| 164        | 4         | Denksport im Orang-Utan-Haus                     | 11. Nov. 2017    | Andrea Afflerbach, Jeannine Apsel, Frauke Ludwig                                  |
| 165        | 5         | Clevere Krokodile schnappen zu                   | 18. Nov. 2017    | Jeannine Apsel, Frauke Ludwig                                                     |
| 166        | 6         | Pflege eines grauen Giganten                     | 18. Nov. 2017    | Andrea Afflerbach, Jeannine Apsel, Frauke Ludwig, Jutta Meinecke                  |
| 167        | 7         | Umzug der Könige                                 | 2. Dez. 2017     | Andrea Afflerbach, Jeannine Apsel                                                 |
| 168        | 8         | Eisbärenliebe                                    | 2. Dez. 2017     | Andrea Afflerbach, Jeannine Apsel, Barbara Luzi, Jutta Meinecke                   |
| 169        | 9         | Adrenalinschub im Löwengehege                    | 16. Dez. 2017    | Andrea Afflerbach, Jeannine Apsel, Frauke Ludwig, Barbara Luzi                    |
| 170        | 10        | Wilde Visite bei Tigerin Maruschka               | 23. Dez. 2017    | Andrea Afflerbach, Jeannine Apsel, Barbara Luzi, Jutta Meinecke                   |
| 171        | 11        | Rendezvous per Video                             | 23. Dez. 2017    | Andrea Afflerbach, Jeannine Apsel, Jutta Meinecke                                 |
| 172        | 12        | Aus Liebe zum Tier: Im Team nach Wien            | 13. Jan. 2018    | Jeannine Apsel                                                                    |
| 173        | 13        | Die Elefantendusche und das magische Wort        | 13. Jan. 2018    | Andrea Afflerbach, Jeannine Apsel, Frauke Ludwig, Barbara Luzi, Jutta Meinecke    |
| 174        | 14        | Das Konzert der weißen Tauben                    | 3. Feb. 2018     | Andrea Afflerbach, Jeannine Apsel, Frauke Ludwig, Barbara Luzi, Jutta Meinecke    |
| 175        | 15        | Geburtstagssause mit Walross-Pate Jörg Pilawa    | 3. Feb. 2018     | Andrea Afflerbach, Jeannine Apsel, Frauke Ludwig, Barbara Luzi, Jutta Meinecke    |
| 176        | 16        | Morgens Miezekatze, abends Löwen-Bestie          | 10. Feb. 2018    | Jeannine Apsel, Frauke Ludwig, Barbara Luzi                                       |
| 177        | 17        | Kleiner Rüssel ganz groß – Anjuli hat Geburtstag | 10. Feb. 2018    | Andrea Afflerbach, Jeannine Apsel, Barbara Luzi, Jutta Meinecke                   |
| 178        | 18        | Ein neuer Gefährte für Tigerin Maruschka         | 10. Mär. 2018    | Jeannine Apsel, Jutta Meinecke                                                    |
| 179        | 19        | Einsatz für bedrohte Krokodile                   | 10. Mär. 2018    | Andrea Afflerbach, Jeannine Apsel, Jutta Meinecke                                 |
| 180        | 20        | Tausche Alpaka gegen Zebra                       | 24. Mär. 2018    | Andrea Afflerbach, Jeannine Apsel, Frauke Ludwig, Barbara Luzi, Jutta Meinecke    |
| 181        | 21        | Rochen auf Reisen                                | 24. Mär. 2018    | Andrea Afflerbach, Jeannine Apsel, Frauke Ludwig, Barbara Luzi                    |
| 182        | 22        | Traumjob: Elefantenpflegerin                     | 7. Apr. 2018     | Andrea Afflerbach, Jeannine Apsel, Frauke Ludwig, Jutta Meinecke                  |
| 183        | 23        | Lerne, wie ein Tier zu denken!                   | 7. Apr. 2018     | Andrea Afflerbach, Jeannine Apsel, Frauke Ludwig, Barbara Luzi, Jutta Meinecke    |
| 184        | 24        | Begrüßung für den neuen Zebrahengst              | 14. Apr. 2018    | Andrea Afflerbach, Jeannine Apsel, Frauke Ludwig                                  |
| 185        | 25        | Robben – von Hagenbeck bis Helgoland             | 14. Apr. 2018    | Andrea Afflerbach, Jeannine Apsel, Frauke Ludwig, Barbara Luzi, Petra Tschumpel   |
| 186        | 26        | Helgoländer Hummer für Hagenbeck                 | 21. Apr. 2018    | Jeannine Apsel, Frauke Ludwig, Barbara Luzi                                       |
| 187        | 27        | Eine Wundertüte für die Eisbären                 | 21. Apr. 2018    | Andrea Afflerbach, Jeannine Apsel, Frauke Ludwig, Barbara Luzi                    |
| 188        | 28        | Elefanten-Schule für die Kleinsten               | 28. Apr. 2018    | Jeannine Apsel, Barbara Luzi, Jutta Meinecke                                      |
| 189        | 29        | Die Papageientaucher machen Rabatz               | 28. Apr. 2018    | Andrea Afflerbach, Jeannine Apsel, Barbara Luzi, Petra Tschumpel                  |
| 190        | 30        | Den Tieren ganz nah                              | 5. Mai 2018      | Andrea Afflerbach, Jeannine Apsel, Petra Tschumpel                                |
| 191        | 31        | Die Orang-Utans – meine zweite Familie           | 5. Mai 2018      | Andrea Afflerbach, Jeannine Apsel, Frauke Ludwig, Jutta Meinecke, Petra Tschumpel |
| 192        | 32        | Ungeliebter Helfer                               | 12. Mai 2018     | Andrea Afflerbach, Jeannine Apsel, Barbara Luzi, Jutta Meinecke, Petra Tschumpel  |
| 193        | 33        | Ankunft eines seltenen Leoparden                 | 12. Mai 2018     | Andrea Afflerbach, Jeannine Apsel, Barbara Luzi, Petra Tschumpel                  |
| 194        | 34        | Mit Antje fing alles an                          | 19. Mai 2018     | Jeannine Apsel, Petra Tschumpel                                                   |
| 195        | 35        | Tauschhandel mit den Orang-Utans                 | 19. Mai 2018     | Andrea Afflerbach, Jeannine Apsel, Barbara Luzi, Jutta Meinecke                   |
| 196        | 36        | Unterwegs mit dem Krokodilflüsterer              | 2. Jun. 2018     | Andrea Afflerbach, Jeannine Apsel, Katharina Au, Barbara Luzi, Jutta Meinecke     |
| 197        | 37        | Hoffen auf ein Walrossbaby                       | 2. Jun. 2018     | Andrea Afflerbach, Jeannine Apsel, Barbara Luzi, Jutta Meinecke, Petra Tschumpel  |
| 198        | 38        | Hamburgs Elefanten von 1907 bis heute            | 9. Jun. 2018     | Andrea Afflerbach, Jeannine Apsel, Barbara Luzi, Jutta Meinecke, Petra Tschumpel  |
| 199        | 39        | Kostbare Fracht – ein Adlerrochen aus Arnheim    | 9. Jun. 2018     | Jeannine Apsel, Jutta Meinecke, Petra Tschumpel                                   |
| 200        | 40        | Ein Wiedersehen mit den Bärenbrüdern             | 16. Jun. 2018    | Jeannine Apsel, Barbara Luzi, Jutta Meinecke, Petra Tschumpel                     |

Stab Staffel 5

Produktion: Doclights GmbH; Producer: Anna Maria Schmidt; Produktionsleitung: Daniel Buresch (NDR), Andreas Vennewald; Redaktion NDR: Anke Schmidt-Bratzel; Sprecher: Mark Bremer

Kamera: Martin Göbel, Damir Kis, Beatrice Mayer, Svea Andersson, Florian Kössl u. a.

Ton: Alexander Egert, Timo Selengia, Jens Thöl

Schnitt: Petra Tschumpel, Jana Siegfriedsen, Ulrich Skalicky, Maren Großmann, Hermann Ehresmann, Christian Brehm, Kai Zwede u. a.

Musik: Mario Schneider, Peter W. Schmitt

## Specials
Der NDR veröffentlichte mehrere Fernsehspecials zur Serie:
- 26. Dezember 2016: Wild & winzig! – Tierbabys bei Hagenbeck (43 Min.)
- 3. Oktober 2017: Leopard, Seebär & Co. Babys – Spezial XXL, auch bekannt als Zoo-Babys aus Leopard, Seebär & Co. (89 Min.)
- 26. Dezember 2018: Leopard, Seebär & Co. Spezial – Damals & Heute XXL – Ein Leben für die Tiere (90 Min.)
- 25. Dezember 2019: Leopard, Seebär & Co. Spezial XXL: von Hagenbeck bis Helgoland – unterwegs mit Freunden (89 Min.)
- 29. Dezember 2021: Leopard, Seebär & Co. Minis – Spezial (44 Min.)